# Xã Alpena, Quận Jerauld, South Dakota
Xã Alpena (tiếng Anh: Alpena Township) là một xã thuộc quận Jerauld, tiểu bang Nam Dakota, Hoa Kỳ. Năm 2010, dân số của xã này là 68 người.